# Janusz Dżugay
Janusz Dżugay (ur. 15 czerwca 1891 w Rumnie, zm. 1 marca 1947 w Tel Awiwie) – podpułkownik dyplomowany piechoty Wojska Polskiego, działacz niepodległościowy, kawaler Orderu Virtuti Militari.

## Życiorys
Urodził się 15 czerwca 1891 w Rumnie, w ówczesnym powiecie rudeckim Królestwa Galicji i Lodomerii, w rodzinie Antoniego i Katarzyny z Terszakowiczów. Po ukończeniu nauki i zdaniu matury w c. k. Gimnazjum VI we Lwowie rozpoczął studia na Wydziale Uniwersytetu Franciszkańskiego we Lwowie.
Po bitwie pod Kaniowem (11 maja 1918) dostał się do niewoli niemieckiej i został wywieziony do Breesen w Meklemburgii skąd uciekł do Warszawy. 25 października 1918 został przyjęty do Wojska Polskiego z zatwierdzeniem posiadanego stopnia podporucznika. 8 listopada 1918 Rada Regencyjna mianowała go porucznikiem ze starszeństwem z 12 października 1918. W tym samym miesiącu wziął czynny udział w rozbrajaniu Niemców. 19 grudnia 1918 został odkomenderowany z Krajowego Inspektoratu Zaciągu do Wydziału Personalnego Sztabu Generalnego.
W 1921 został powołany do Wyższej Szkoły Wojennej w Warszawie, w charakterze słuchacza Kursu doszkolenia. 3 maja 1922 został zweryfikowany w stopniu majora ze starszeństwem od 1 czerwca 1919 i 512. lokatą w korpusie oficerów piechoty. 16 września 1922, po ukończeniu kursu i otrzymaniu „pełnych kwalifikacji do pełnienia służby na stanowiskach Sztabu Generalnego” został przydzielony do Referatu Mobilizacyjnego Szefostwa Administracji Armii. Następnie pełnił służbę w Biurze Szefa Administracji Armii na stanowisku szefa Wydziału Mobilizacji Materiałowej, a jego oddziałem macierzystym był 82 pułk piechoty w Brześciu. Od 1925 pełnił obowiązki oficera sztabowego do zleceń I wiceministra spraw wojskowych–szefa Administracji Armii. W czerwcu 1927 został przydzielony ze składu osobowego szefa Administracji Armii do Oddziału IV Sztabu Głównego na stanowisko delegata Sztabu Generalnego przy Dyrekcji Kolei Państwowych w Poznaniu. Był odpowiedzialny za opracowanie planu ochrony linii kolejowych. 23 grudnia tego roku został przeniesiony do kadry oficerów piechoty z pozostawieniem na dotychczas zajmowanym stanowisku. 23 stycznia 1928 został zameldowany w Poznaniu na ul. Wały Zygmunta Starego 4, a 1 maja tego roku wymeldowany do Warszawy. 23 stycznia 1929 prezydent RP nadał mu stopień podpułkownika z dniem 1 stycznia 1929 i 17. lokatą w korpusie oficerów piechoty. W marcu 1929 został przeniesiony służbowo do Dowództwa Okręgu Korpusu Nr VII w Poznaniu na stanowisko szefa sztabu. W marcu 1932 został oddany do dyspozycji szefa Departamentu Uzupełnień Ministerstwa Spraw Wojskowych z zachowaniem dotychczasowego dodatku służbowego. We wrześniu 1933 został wyznaczony w tym departamencie na stanowisko szefa wydziału. W kwietniu 1935 został przeniesiony do Biura Wojskowego Ministerstwa Rolnictwa i Reform Rolnych na stanowisko dyrektora biura. Od 1 sierpnia 1938 do września 1939 pełnił służbę w Ministerstwie Spraw Wojskowych na stanowisku zastępcy dyrektora i szefa wydziału Biura Planowania przy Gabinecie Ministra.
Po kampanii wrześniowej 1939 przedostał się na Bliski Wschód, gdzie służył w Armii Polskiej na Wschodzie. W 1943 znajdował się w rezerwie personalnej Dowództwa APW. Zmarł 1 marca 1947 w Tel Awiwie. Został pochowany na brytyjskim cmentarzu wojennym w Ramleh w Palestynie (kwatera 9, rząd E, grób 14).
Był żonaty z Lucyną z Orzeszkowskich (ur. 3 czerwca 1889), z którą miał córkę Danutę Marię (ur. 2 lutego 1922). Lucyna Dżygay zmarła 20 maja 1973 i został pochowana na cmentarzu Gap Road w Wimbledonie.
Ogłosił szereg prac i artykułów z dziedziny gospodarczej, z punktu widzenia obronności państwa.

## Ordery i odznaczenia
- Krzyż Srebrny Orderu Wojskowego Virtuti Militari nr 5948 – 17 maja 1922[30][2]
- Krzyż Niepodległości – 6 czerwca 1931 „za pracę w dziele odzyskania niepodległości”[31][32]
- Krzyż Walecznych czterokrotnie[33]
- Złoty Krzyż Zasługi – 19 marca 1936 „za zasługi w służbie wojskowej”[34][35]
- Srebrny Krzyż Zasługi[33]
- Medal Pamiątkowy za Wojnę 1918–1921[33][7]
- Medal Dziesięciolecia Odzyskanej Niepodległości[33][7]
- Odznaka Pamiątkowa Więźniów Ideowych[36]
- Krzyż Oficerski francuskiej Legii Honorowej[33][7]
- Medal Zwycięstwa[33][7]